# Frank Scholze

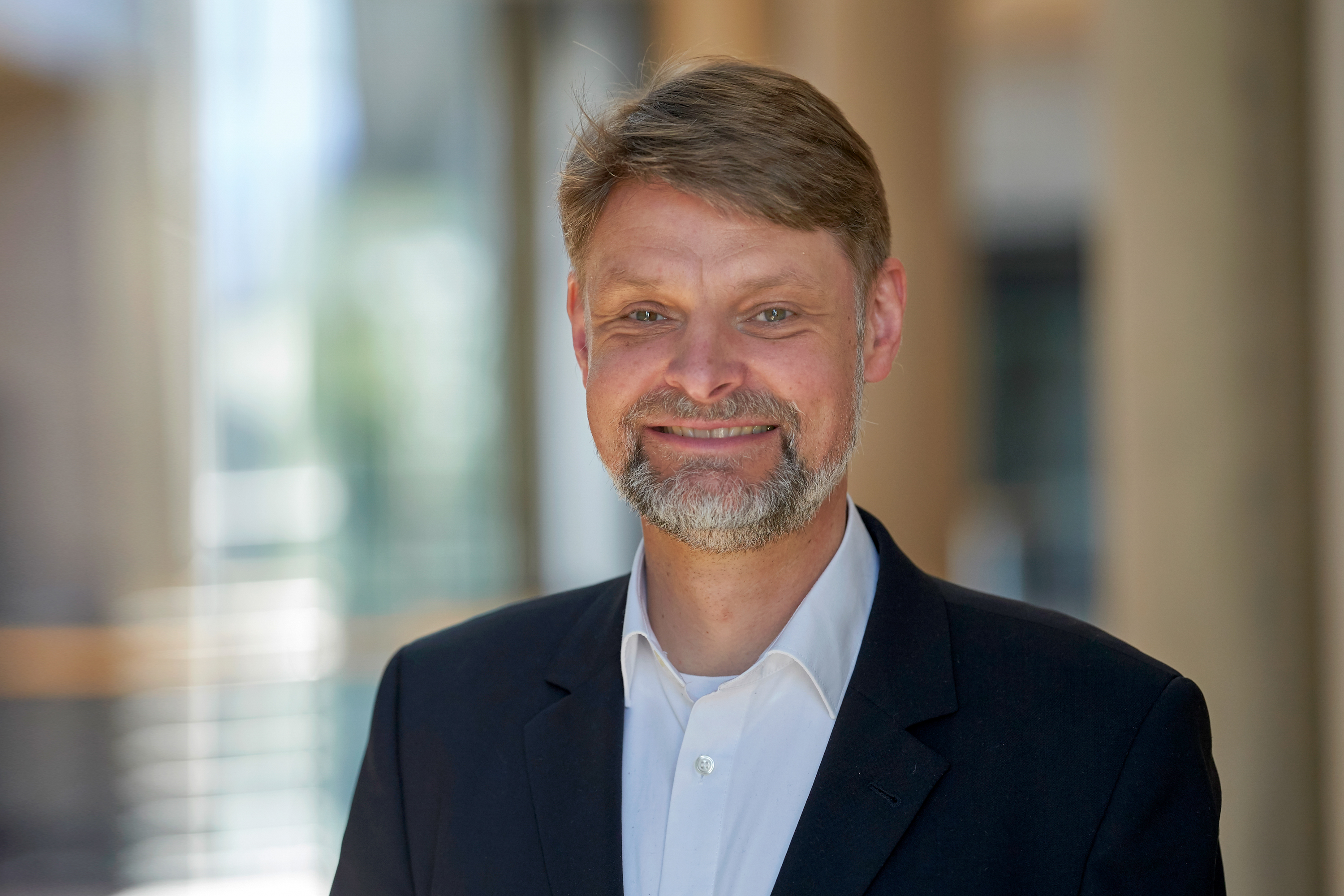
Frank Scholze (2020)

Frank Scholze (* 6. März 1968 in Stuttgart) ist ein deutscher Bibliothekar. Er ist seit 2020 Generaldirektor der Deutschen Nationalbibliothek.

## Leben
Scholze studierte Bibliothekswesen an der Hochschule der Medien Stuttgart sowie Kunstgeschichte und Anglistik an der Universität Stuttgart. Danach war er in verschiedenen Projekten im Bereich digitaler Bibliotheken sowie als Fachreferent und Leiter der Benutzungsabteilung an der Universitätsbibliothek Stuttgart tätig. Nach zweijähriger Tätigkeit im Ministerium für Wissenschaft, Forschung und Kunst Baden-Württemberg übernahm er am 18. Januar 2010 die Leitung der KIT-Bibliothek. 2016 wurde er in den Bundesvorstand des Deutschen Bibliotheksverbandes (dbv) gewählt und 2019 wiedergewählt.
Ende April 2019 gab die Deutsche Nationalbibliothek bekannt, dass Scholze als zukünftiger Generaldirektor Nachfolger von Elisabeth Niggemann werden solle. Am 13. Dezember 2019 erhielt er die Ernennungsurkunde mit Wirkung zum 1. Januar 2020.
Seit 2012 ist er korrespondierender Mitarbeiter von B.I.T.online, seit 2019 Mitherausgeber der Zeitschrift für Bibliothekswesen und Bibliographie.
Seit 1. Dezember 2021 ist Frank Scholze Vorsitzender der Conference of European National Librarians (CENL).

## Auszeichnungen
- 2008: German Library Hi Tech Award von Emerald[4]
- 2017: Oberly Award der Association of College and Research Libraries (ACRL)[5]

## Schriften
- Frank Scholze, Regine Tobias (Hrsg.): 24 Stunden sind eine Bibliothek. Lernen. Forschen. Kooperieren. Die innovative Bibliothek. 2. Auflage. KIT Scientific Publishing, Karlsruhe 2013, ISBN 978-3-7315-0010-0, doi:10.5445/KSP/1000034272 (online [PDF; 3,1 MB; abgerufen am 3. November 2019]).
- Heinz Pampel u. a.: Making Research Data Repositories Visible: The re3data.org Registry. In: PLoS ONE. Band 8, Nr. 11, 2013, S. e78080, doi:10.1371/journal.pone.0078080.
- Frank Scholze, Roland Bertelmann, Maxi Kindling, Heinz Pampel, Paul Vierkant: Open Access und Forschungsdaten. In: Degkwitz, Andreas (Hrsg.): Bibliothek der Zukunft. Zukunft der Bibliothek. De Gruyter, 2016, ISBN 978-3-11-046401-6, S. 156–164, doi:10.1515/9783110464016-013.
- Frank Scholze (Hrsg.): Innovation aus Tradition. 175 Jahre KIT-Bibliothek. KIT Scientific Publishing, Karlsruhe 2015, ISBN 978-3-7315-0439-9, doi:10.5445/KSP/1000049819 (online [PDF; 19,4 MB; abgerufen am 3. November 2019]).
- Frank Scholze: Das kulturelle Gedächtnis 1990 bis 2020. Die Deutsche Nationalbibliothek Leipzig und Frankfurt am Main. In: Leipziger Blätter. Ausgabe 76, 2020, ISSN 0232-7244, S. 44f.